# Tagoloan (Lanao del Sur)
Tagoloan II (kurz: Tagoloan) ist eine philippinische Stadtgemeinde in der Provinz Lanao del Sur. Sie hat 11.169 Einwohner (Zensus 1. August 2015).

## Barangays
Tagoloan II ist politisch in 19 Barangays unterteilt.
| - Bantalan - Bayog - Cadayonan - Dagonalan - Dimalama - Gayakay - Inodaran - Kalilangan - Kianibong - Kingan | - Kitaon - Bagoaingud - Malinao - Malingon - Mama-an Pagalongan - Marawi - Maimbaguiang - Sigayan - Tagoloan Poblacion |